# Truth in Numbers?
Truth in Numbers? Everything, According to Wikipedia ist ein 2010 veröffentlichter Dokumentarfilm, der sich mit dem Phänomen Wikipedia auseinandersetzt.

## Inhalt
Der Film dokumentiert die Reisen des Wikipedia-Mitbegründers Jimmy Wales um die Welt, bei denen er für freies Wissen wirbt. Es werden zudem Interviews mit Befürwortern und Gegnern von Wikipedia geführt. Dazu gehören Richard Stallman, Larry Sanger und Noam Chomsky.

## Hintergrund
Ursprünglich sollte Truth in Numbers? bereits 2007 erscheinen. Der Veröffentlichungstermin verschob sich allerdings mehrmals und der Film wurde im Mai 2010 fertiggestellt. Seine Weltpremiere hatte der Film am 10. Juli des Jahres im Rahmen der Konferenz Wikimania in Danzig.
Gedreht wurde an zahlreichen Orten weltweit: Amsterdam, Austin, Boston, Chennai, Delhi, Frankfurt, Hongkong, Jakarta, London, New York City, Park City, Peking, San Diego, Sandisfield, Seoul, Taipeh, Tokio, Washington, D.C.

## Beteiligte Unternehmen
- Glen Echo Entertainment (Production Company, Financier)
- Underdog Pictures (Production Company)
- Endeavor Talent Agency (Sales Representative)
- Hit the Ground Running (Music Supervisor)